# سی و سومین دوره جشنواره بین‌المللی فیلم فجر
سی و سومین دوره جشنواره فیلم فجر، از ۱۲ تا ۲۲ بهمن ۱۳۹۳ در تهران برگزار شد. در این دوره، فیلم رخ دیوانه به عنوان بهترین فیلم، ابوالحسن داوودی بهترین کارگردانی، سعید آقاخانی بهترین بازیگر نقش اول مرد و باران کوثری جایزه بهترین بازیگر نقش اول زن را دریافت کردند. مراسم اهدای جوایز که اجرای آن را محمدرضا شهیدی‌فرد و مهران مدیری بر عهده داشتند، در مرکز همایش‌های برج میلاد برگزار شد.
علیرضا داد، دبیر جشنواره، مجید مجیدی را به عنوان رئیس هیئت داوران سینمای ایران انتخاب کرد. فیلم محمد رسول‌الله به کارگردانی مجید مجیدی فیلم افتتاحیه جشنواره است.
مرتضی شایسته، سیف‌الله صمدیان، علی نیک‌رفتار، رامبد جوان و میثم مولایی اعضای هیئت داوران بخش تبلیغات بودند.
عزیزاله حاجی مشهدی، پیروز کلانتری، جعفر صانعی مقدم، حامد شکیبانیا و محمدحسین مهدویان اعضای هیئت انتخاب بخش مستند بودند.
در پی حذف سیمرغ بلورین بهترین عکس از بخش جوایز، انجمن عکاسان سینمای ایران با انتشار بیانیه‌ای تهدید به تحریم این رویداد کرد.

## جوایز

### سودای سیمرغ[۵][۶]

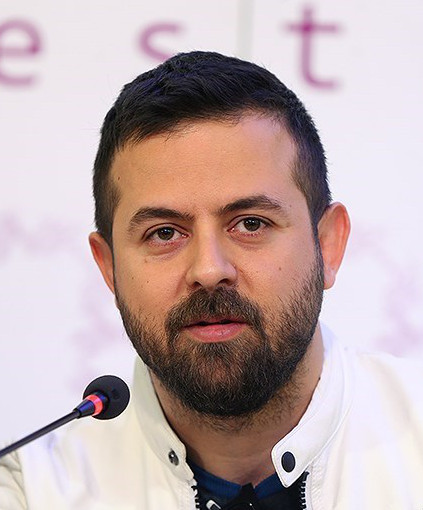
هومن سیدی، برنده سیمرغ بهترین بازیگر نقش مکمل مرد

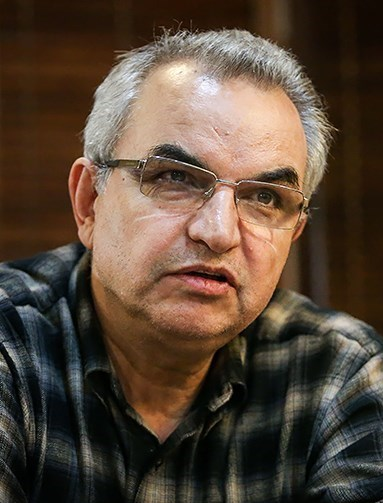
ابوالحسن داوودی، برنده سیمرغ بهترین کارگردانی

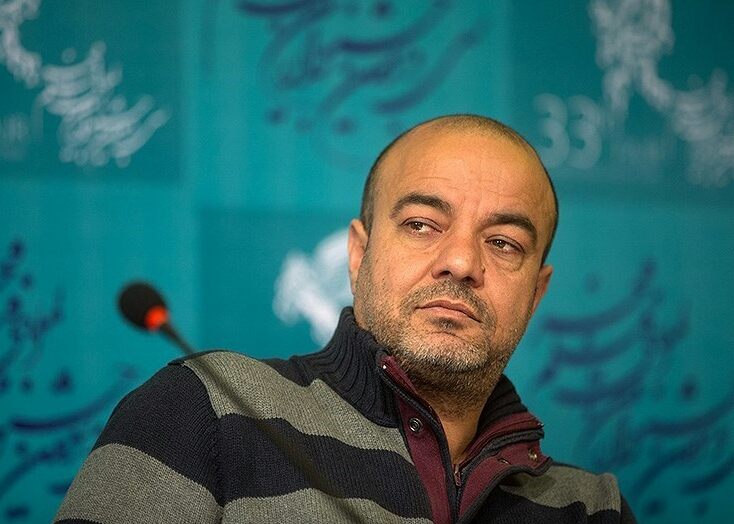
سعید آقاخانی، برنده سیمرغ بهترین بازیگر نقش اول مرد

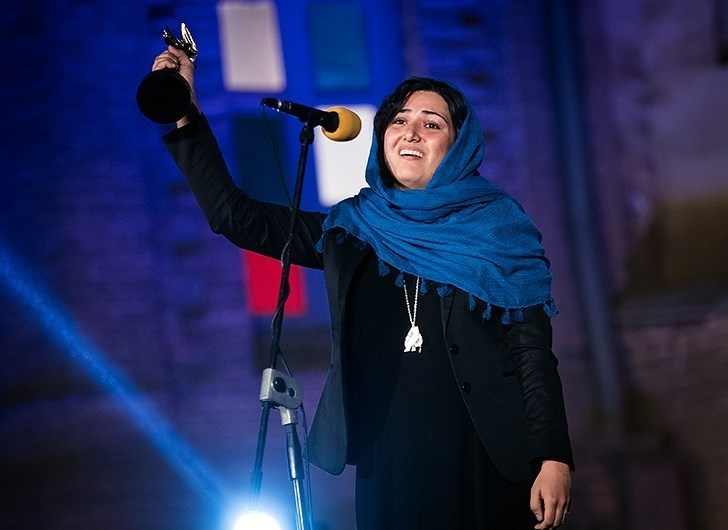
باران کوثری، برنده سیمرغ بهترین بازیگر نقش اول زن

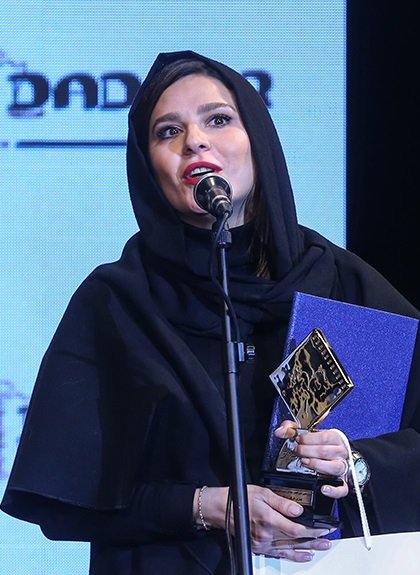
سحر دولتشاهی، برنده سیمرغ بهترین بازیگر نقش مکمل زن

احمد امینی، رسول صدرعاملی، حسین کرمی، محمدعلی باشه آهنگر، محمد احسانی، مجید رضابالا و بهنام بهزادی به عنوان اعضای هیئت انتخاب آثار بخش سینمای ایران معرفی شدند.
همچنین مجید مجیدی (رئیس هیئت داوران)، عبدالله اسکندری، محمد بزرگ نیا، عزیز ساعتی، علیرضا شجاع نوری، جواد طوسی و مهتاب نصیرپور به عنوان هیئت داوران بخش سودای سیمرغ سی و سومین جشنواره فیلم فجر، آثار این بخش را داوری کردند.
| بهترین فیلم | بهترین کارگردانی |
| --- | --- |
| - رخ دیوانه – بیتا منصوری - خداحافظی طولانی – علی حضرتی و فرزاد مؤتمن - دوران عاشقی – علیرضا رئیسیان - مزار شریف – منوچهر شاهسواری - من دیه‌گو مارادونا هستم – جواد نوروزبیگی | - ابوالحسن داوودی – رخ دیوانه (سیمرغ بلورین) - بهرام توکلی – من دیه‌گو مارادونا هستم (دیپلم افتخار) - فرزاد مؤتمن – خداحافظی طولانی - علیرضا رئیسیان – دوران عاشقی - مصطفی کیایی – عصر یخبندان - عبدالحسن برزیده – مزار شریف       |
| بهترین بازیگر نقش اول مرد | بهترین بازیگر نقش اول زن |
| - سعید آقاخانی – خداحافظی طولانی - محسن تنابنده – ایران برگر - سیامک صفری – اعترافات ذهن خطرناک من - شهاب حسینی – دوران عاشقی - حسین یاری – مزار شریف | - باران کوثری – کوچه بی‌نام (سیمرغ بلورین) - لیلا زارع – شیفت شب (دیپلم افتخار) - فاطمه معتمدآریا – بهمن - لیلا حاتمی – دوران عاشقی - طناز طباطبایی – رخ دیوانه - مهتاب کرامتی – عصر یخبندان - گلاب آدینه – من دیه‌گو مارادونا هستم |
| بهترین بازیگر نقش مکمل مرد | بهترین بازیگر نقش مکمل زن |
| - هومن سیدی – من دیه‌گو مارادونا هستم (سیمرغ بلورین) - بهمن زرین‌پور – حکایت عاشقی (دیپلم افتخار) - عباس غزالی – اعترافات ذهن خطرناک من - فرهاد اصلانی –‌ دوران عاشقی - ساعد سهیلی – رخ دیوانه - محسن کیایی – عصر یخبندان | - سحر دولتشاهی – عصر یخبندان - میترا حجار – خداحافظی طولانی - مینا ساداتی – عصر یخبندان - فرشته صدرعرفایی – کوچه بی‌نام - پانته‌آ پناهی‌ها – من دیه‌گو مارادونا هستم                                                                  |
| بهترین فیلم‌برداری | بهترین فیلمنامه |
| - علیرضا برازنده – دوران عاشقی - تورج منصوری – ایران برگر - فرشاد محمدی – رخ دیوانه - مهدی جعفری – عصر یخبندان - علیرضا زرین‌دست – مزار شریف | - رؤیا محقق – دوران عاشقی (سیمرغ بلورین) - اصغر عبداللهی – خداحافظی طولانی (دیپلم افتخار) - محمدرضا گوهری – رخ دیوانه - بهرام توکلی – من دیه‌گو مارادونا هستم                                                                      |
| بهترین موسیقی متن | بهترین تدوین |
| - بهزاد عبدی – مزار شریف - ستار اورکی – دوران عاشقی - کارن همایون‌فر – رخ دیوانه - فردین خلعتبری – شکاف | - نیما جعفری جوزانی – عصر یخبندان - ژیلا ایپکچی – خداحافظی طولانی - هایده صفی‌یاری – دوران عاشقی - بهرام دهقانی – رخ دیوانه - بهرام دهقانی – من دیه‌گو مارادونا هستم                                                                |
| بهترین جلوه‌های ویژه بصری | بهترین جلوه‌های ویژه میدانی |
| - وحید قطبی‌زاده – رخ دیوانه (سیمرغ بلورین) - امیررضا معتمدی – مزار شریف (دیپلم افتخار) - جواد مطوری – بهمن - فرهاد یوسفی – طعم شیرین خیال | هیئت داوران در این بخش برای جلوه‌های ویژه میدانی نامزدی را معرفی نکرده‌است |
| بهترین چهره‌پردازی | بهترین طراحی صحنه و لباس |
| - مهین نویدی – ایران برگر - مهرداد میرکیانی – اعترافات ذهن خطرناک من - ایمان امیدواری – کوچه بی‌نام - سعید ملکان – مزار شریف - محسن دارسنج – من دیه‌گو مارادونا هستم | - جهانگیر میرزاجانی – خداحافظی طولانی (بهترین طراحی لباس) - محسن نصراللهی – اعترافات ذهن خطرناک من (بهترین طراحی صحنه) - اصغر نژادایمانی – ایران برگر - مجید میرفخرائی – دوران عاشقی - کیوان مقدم – من دیه‌گو مارادونا هستم        |
| بهترین صدای فیلم | بهترین فیلم از نگاه تماشاگران |
| - صدابردار: محمود سماک‌باشی/ صداگذار: علیرضا علویان – من دیه‌گو مارادونا هستم - صدابردار: نظام‌الدین کیایی/ صداگذار: هومن اردلان – رخ دیوانه - صدابردار: حسن زاهدی / صداگذار: محمود موسوی‌نژاد – ایران برگر - صدابردار: مهران ملکوتی/ صداگذار: مهران ملکوتی – اعترافات ذهن خطرناک من - صدابردار: حسن زاهدی/ صداگذار: بهمن اردلان – مزار شریف | - رخ دیوانه – بیتا منصوری (۳٫۱۷) - عصر یخبندان – منصور لشکری قوچانی (۳٫۱۰) - کوچه بی‌نام – هاتف علیمردانی (۲٫۹۸) - فرار از قلعه رودخان – حسن آقاکریمی (۲٫۸۷) - خانه دختر – محمد شایسته (۲٫۶۵)                                      |
| جایزه ویژه هیئت داوران | بهترین انیمیشن |
| - جواد نوروزبیگی – بهمن و اعترافات ذهن خطرناک من و من دیه گو مارادونا هستم (سیمرغ بلورین) - نیکی کریمی – شیفت شب و مجموعه بازی‌های او (دیپلم افتخار) | - حامد جعفری و هادی محمدیان – شاهزاده روم (لوح تقدیر) - علی نجفی امامی و محمدرضا نجفی امامی – مبارک (لوح تقدیر) |

### تعداد نامزدها و برنده‌های بخش سودای سیمرغ
| تعداد نامزدی‌ها* | فیلم                    |
| --------------- | ----------------------- |
| ۱۰              | من دیه گو مارادونا هستم |
| ۱۰              | دوران عاشقی             |
| ۱۰              | رخ دیوانه               |
| ۸               | مزار شریف               |
| ۷               | خداحافظی طولانی         |
| ۷               | عصر یخبندان             |
| ۵               | ایران برگر              |
| ۵               | اعترافات ذهن خطرناک من  |
| ۳               | کوچه بی‌نام              |
| ۲               | بهمن                    |
| ۱               | شیفت شب                 |
| ۱               | حکایت عاشقی             |
| ۱               | شکاف                    |
| ۱               | طعم شیرین خیال          |

| جایزه | فیلم                    |
| ----- | ----------------------- |
| ۵     | رخ دیوانه               |
| ۲     | خداحافظی طولانی         |
| ۲     | دوران عاشقی             |
| ۲     | عصر یخبندان             |
| ۲     | من دیه گو مارادونا هستم |
| ۱     | مزار شریف               |
| ۱     | ایران برگر              |
| ۱     | اعترافات ذهن خطرناک من  |
| ۱     | کوچه بی‌نام              |

*سیمرغ بلورین بهترین فیلم از نگاه تماشاگران در جدول تعداد نامزدی‌ها حساب نشده‌است.

### نگاه نو
| بهترین فیلم | بهترین کارگردانی |
| --- | --- |
| - محمدحسین لطیفی – چهارشنبه ۱۹ اردیبهشت - مجتبی امینی – بدون مرز - سید جمال ساداتیان – جامه‌دران | - وحید جلیلوند – چهارشنبه ۱۹ اردیبهشت - امیرحسین عسگری – بدون مرز - حمیدرضا قطبی – جامه‌دران - مصطفی احمدی – نزدیکتر |
| بهترین فیلم‌نامه | |
| - حمیدرضا قطبی - ناهید طباطبایی – جامه‌دران (دیپلم افتخار فیلم‌نامه اقتباسی) - مریم مقدم - بهتاش صناعی‌ها – احتمال باران اسیدی (دیپلم افتخار فیلم‌نامه اصلی) - امیرحسین عسگری – بدون مرز - علی زرنگار - وحید جلیلوند - حسین مهکام – چهارشنبه ۱۹ اردیبهشت - آیدا پناهنده- ارسلان امیری – ناهید | |

تندیس بلورین «جایزه ویژه هیئت داوران» بخش نگاه نو به امیرحسین عسگری برای فیلم بدون مرز اهدا شد.

### تعداد نامزدی فیلم‌های بخش نگاه نو
| \| تعداد نامزدی‌ها \| فیلم \| \| -------------- \| -------------------- \| \| ۳ \| بدون مرز \| \| ۳ \| جامه‌دران \| \| ۳ \| چهارشنبه ۱۹ اردیبهشت \| \| ۱ \| احتمال باران اسیدی \| \| ۱ \| ناهید \| \| ۱ \| نزدیکتر \| |                      |
| تعداد نامزدی‌ها | فیلم                 |
| ۳ | بدون مرز             |
| ۳ | جامه‌دران             |
| ۳ | چهارشنبه ۱۹ اردیبهشت |
| ۱ | احتمال باران اسیدی   |
| ۱ | ناهید                |
| ۱ | نزدیکتر              |

### هنر و تجربه
شورای سیاستگذاری هنر و تجربه در این بخش به دو فیلم جایزه اعطاء می‌کند.
| بهترین فیلم |
| --- |
| - فائزه عزیزخانی – روز مبادا - امیرحسین ثقفی – مردی که اسب شد - یلدا جبلی – داره صبح می‌شه - بهتاش صناعی‌ها – احتمال باران اسیدی - صفی یزدانیان – در دنیای تو ساعت چند است؟ |

### سینما حقیقت
| بهترین فیلم                                                                                 | بهترین کارگردانی                                                              |
| ------------------------------------------------------------------------------------------- | ----------------------------------------------------------------------------- |
| - معین کریم‌الدینی – آتلان - محسن خانجهانی – آزادراه - فرشاد افشین‌پور – سفر به آمادای        | - مهدی گنجی – من می‌خوام شاه بشم - محمد کارت – بختک - معین کریم الدینی – آتلان |
| بهترین پژوهش و متن مستند                                                                    |                                                                               |
| - محمدعلی شعبانی – سمفونی استیضاح - محسن خانجهانی – آزادراه - آریا شفائی‌پور – سفر به آمادای |                                                                               |

## بزرگداشت‌ها
- زنده یاد محمدعلی کشاورز، بازیگر
- حسین جعفریان، فیلمبردار

## فهرست فیلم‌ها

### مسابقه سینمای ایران (سودای سیمرغ)
فهرست فیلم‌های بخش سینمای ایران به شرح زیر است:
1. ارغوان (کیوان علیمحمدی/ امید بنکدار)
2. اعترافات ذهن خطرناک من (هومن سیدی)
3. ایران برگر (مسعود جعفری جوزانی)
4. بوفالو (کاوه سجادی حسینی)
5. بهمن (مرتضی فرشباف)
6. تا آمدن احمد (صادق صادق‌دقیقی)
7. تگرگ و آفتاب (رضا کریمی)
8. حکایت عاشقی (احمد رمضان‌زاده)
9. خانه دختر (شهرام شاه‌حسینی)
10. خداحافظی طولانی (فرزاد مؤتمن)
11. دوران عاشقی (علیرضا رئیسیان)
12. رخ دیوانه (ابوالحسن داودی)
13. روباه (بهروز افخمی)
14. شرفناز (حسن نجفی)
15. شکاف (کیارش اسدی‌زاده)
16. شیفت شب (نیکی کریمی)
17. طعم شیرین خیال (کمال تبریزی)
18. عصر یخبندان (مصطفی کیایی)
19. مرگ ماهی (روح‌الله حجازی)
20. مزار شریف (عبدالحسن برزیده)
21. مشرف به کوچه بی‌نام (هاتف علیمردانی)
22. من دیه‌گو مارادونا هستم (بهرام توکلی)
23. قول (محمدعلی طالبی / بهترین فیلم جشنواره کودک)
24. فرار از قلعه رودخان (غلامرضا رمضانی/ بهترین کارگردانی جشنواره کودک)
25. این سیب هم برای تو(سیروس الوند)/ (خارج از مسابقه)
26. جزیره رنگین (خسرو سینایی)/(خارج از مسابقه)
27. پدر آن دیگری (یداله صمدی)/(خارج از مسابقه)
28. ابوزینب (علی غفاری)/(خارج از مسابقه)

### مسابقه فیلم‌های اول (نگاه نو)
فهرست فیلم‌های بخش نگاه نو به شرح زیر است:
1. آزادی مشروط (حسین مهکام)
2. احتمال باران اسیدی (بهتاش صناعی‌ها)
3. بدون مرز (امیرحسین عسگری)
4. جامه‌دران (حمیدرضا قطبی)
5. چاقی (راما قویدل)
6. چهارشنبه ۱۹ اردیبهشت (وحید جلیلوند)
7. در دنیای تو ساعت چند است؟ (صفی یزدانیان)
8. دو (سهیلا گلستانی)
9. ماهی سیاه کوچولو (مجید اسماعیلی)
10. ناهید (آیدا پناهنده)
11. نزدیکتر (مصطفی احمدی)

شایان ذکر است؛ ۲ فیلم انیمیشن «مبارک» به کارگردانی محمدرضا نجفی امامی و «شاهزاده روم» ساخته هادی محمدیان از نظر هیئت انتخاب شایستگی حضور در بخش مسابقه نگاه نو را دارند اما به دلیل اینکه داوری آثار انیمیشن با داوری سایر آثار منتخب هم سنخ نیست لذا هیئت انتخاب پیشنهاد نموده ۲ فیلم مذکور به عنوان خارج از مسابقه نمایش داده شوند و به دلیل کیفیت بالا و مطلوبشان جداگانه مورد تقدیر قرار گیرند.

### مسابقه فیلم‌های مستند
فهرست فیلم‌های بخش مستند به شرح زیر است:
1. آتلان (معین کریم الدینی)
2. آزاد راه (محسن خانجهانی)
3. بختک (محمد کارت)
4. پناهگاه (عباس سندی)
5. جای خالی (کمیل سوهانی)
6. زندگی پنهان (دلاور دوستانیان)
7. سفر به آمادای (فرشاد افشین پور)
8. سمفونی استیضاح (محمدعلی شعبانی)
9. فیه ما فیه (صادق داوری فر)
10. کربلا، جغرافیای یک تاریخ (داریوش یاری)
11. من می خوام شاه بشم (مهدی گنجی)

### فیلم‌های بخش هنر و تجربه
فهرست فیلم‌های بخش هنر و تجربه به شرح زیر است:
1. احتمال باران اسیدی (بهتاش صناعی‌ها)
2. خداحافظی طولانی (فرزاد مؤتمن)
3. داره صبح می شه (یلدا جبلی)
4. در دنیای تو ساعت چنده (صفی یزدانیان)
5. دریا، ماهی و پرنده (مهرداد غفارزاده)
6. روز مبادا (فائزه عزیزخانی)
7. مردی که اسب شد (امیرحسین ثقفی)
8. من دیه گو مارادونا هستم (بهرام توکلی)
9. موقت (امیر عزیزی)
10. یحیی سکوت نکرد (کاوه ابراهیم پور)
11. آتلان (معین کریم الدینی) مستند
12. من می خوام شاه بشم (مهدی گنجی) مستند